# Sebastião de Narbona
Sebastião ou Sebastiano (em latim: Sebastianus; em francês: Sébastien; França, c. 256 – 20 de Janeiro de 288) originário de Narbonne e cidadão de Milão, foi um mártir e santo cristão, morto durante a perseguição levada a cabo pelo imperador romano Diocleciano. O seu nome deriva do grego sebastós, que significa divino, venerável (que seguia a beatitude da cidade suprema e da glória altíssima).

## Vida
Ele teria chegado a Roma através de caravanas de migração lenta pelas costas do Mar Mediterrâneo, que na época eram muito abundantes por causa do mar mediterrâneo e o Saara e os dias não tão quentes por causa da latitude em torno de 40°. De acordo com Actos apócrifos, atribuídos a Santo Ambrósio de Milão, Sebastião era um soldado que teria se alistado no exército romano por volta de 283 com a única intenção de afirmar o coração dos cristãos, enfraquecido diante das torturas. Era querido dos imperadores Diocleciano e Maximiano, que o queriam sempre próximo, ignorando tratar-se de um cristão e, por isso, o designaram capitão da sua guarda pessoal, a Guarda Pretoriana. Por volta de 286, a sua conduta branda para com os prisioneiros cristãos levou o imperador a julgá-lo sumariamente como traidor, tendo ordenado a sua execução por meio de flechas (que se tornaram símbolo constante na sua iconografia). Foi dado como morto e atirado em um rio, porém, Sebastião não havia falecido. Encontrado e socorrido por Irene (Santa Irene), apresentou-se novamente diante de Diocleciano, que ordenou então que ele fosse espancado até a morte. Seu corpo foi jogado no esgoto público de Roma. Luciana (Santa Luciana, cujo dia é comemorado a 30 de Junho) resgatou seu corpo, limpou-o, e sepultou-o nas catacumbas.
Existem inconsistências no relato da vida de São Sebastião: o édito que autorizava a perseguição sistemática dos cristãos pelo Império foi publicado apenas em 303 (depois da Era Comum), pelo que a data tradicional do martírio de São Sebastião parece precoce. O simbolismo na História, como no caso de Jonas, Noé e também de São Sebastião, é visto, muitas vezes, como alegoria, mito, fragmento de histórias, uma construção histórica que atravessou séculos.
O bárbaro método de execução de São Sebastião fez dele um tema recorrente na arte medieval, surgindo geralmente representado como um jovem amarrado a uma estaca e perfurado por várias setas (flechas); três setas, uma em pala e duas em aspa, atadas por um fio, constituem o seu símbolo heráldico.
Tal como São Jorge, Sebastião foi um dos soldados romanos mártires e santos, cujo culto nasceu no século IV e que atingiu o seu auge na Baixa Idade Média, designadamente nos séculos XIV e XV, tanto na Igreja Católica como na Igreja Ortodoxa. Embora os seus martírios possam provocar algum ceticismo junto dos estudiosos atuais, certos detalhes são consistentes com atitudes de mártires cristãos seus contemporâneos.

## Representação nas artes: literatura, cinema e música

Recompensa de São Sebastião - Eliseu Visconti - 1898 - Museu Nacional de Belas Artes do Rio de Janeiro

São Sebastião foi o ícone de várias expressões artísticas. Foi tema de pintores da Renascença. Na literatura, São Sebastião teve sua trajetória contada no livro "Perseguidores e Mártires", do escritor italiano Tito Casini. Ainda na literatura, foi um dos personagens centrais do romance "Fabíola" (também intitulado "A Igreja das Catacumbas"), escrito em 1854 pelo Cardeal Nicholas Wiseman.
Em 1911, Debussy produziu um misto de cantata, drama lírico e de balé, "Le Martyrre de Saint Sébastien". A obra de Wiseman foi filmada por Alessandro Blasetti em 1949 na França, estrelando Michèle Morgan, e com o ator italiano Massimo Girotti no papel de São Sebastião. Foi refilmado por Nunzio Malasomma em 1961, na Itália, como "La Rivolta degli Schiavi ("A Revolta dos Escravos), protagonizado pela estrela estadunidense Rhonda Fleming, com o romano Ettore Manni como o santo mártir.
O pintor brasileiro Eliseu Visconti teve sua tela "Recompensa de São Sebastião" premiada com a medalha de ouro na Exposição Universal de Saint Louis, realizada em 1904 nos Estados Unidos.

## Festejos em homenagem a São Sebastião

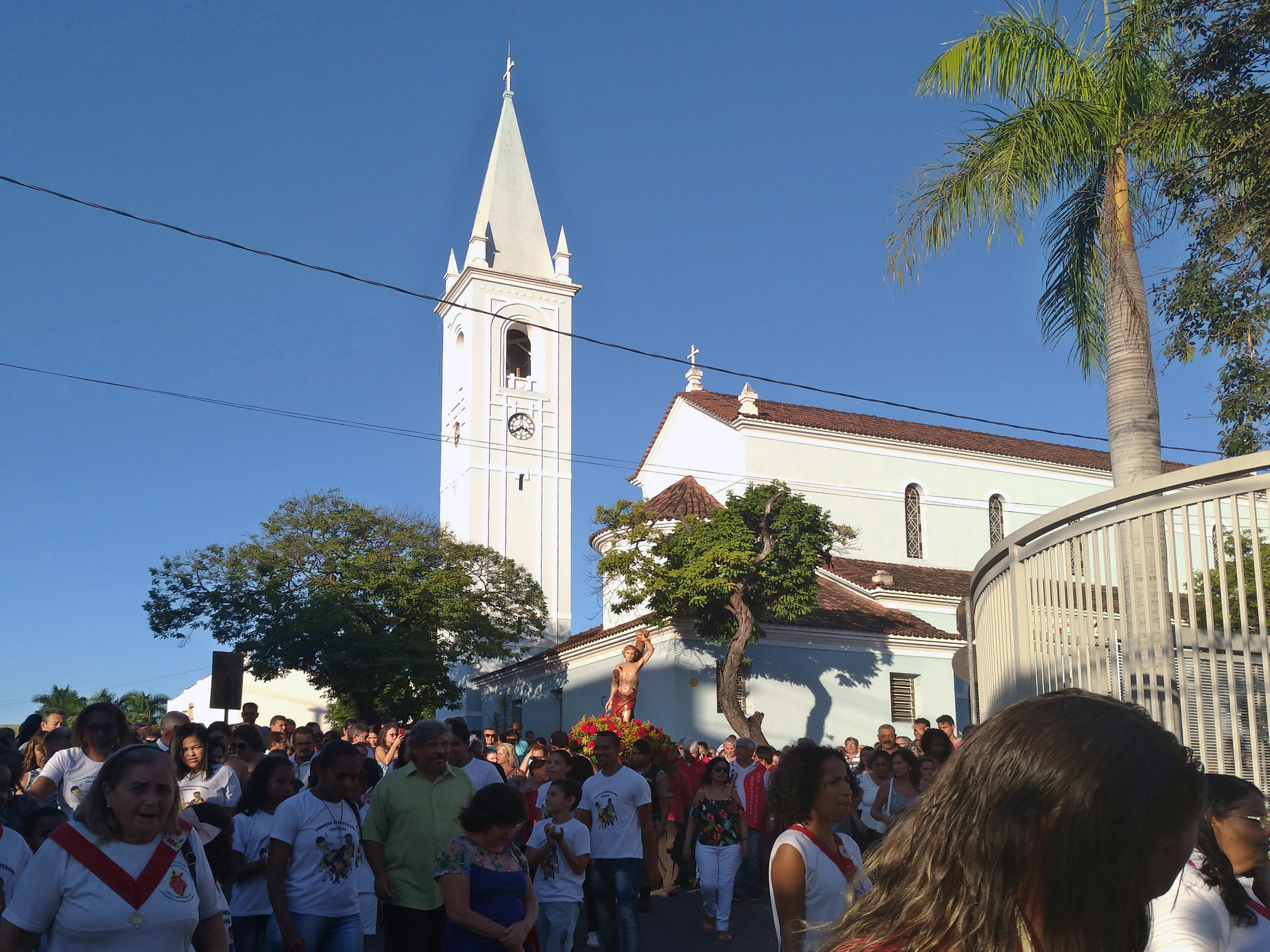
Procissão do dia do padroeiro São Sebastião saindo da Igreja Matriz de Coronel Fabriciano, Minas Gerais

### Brasil

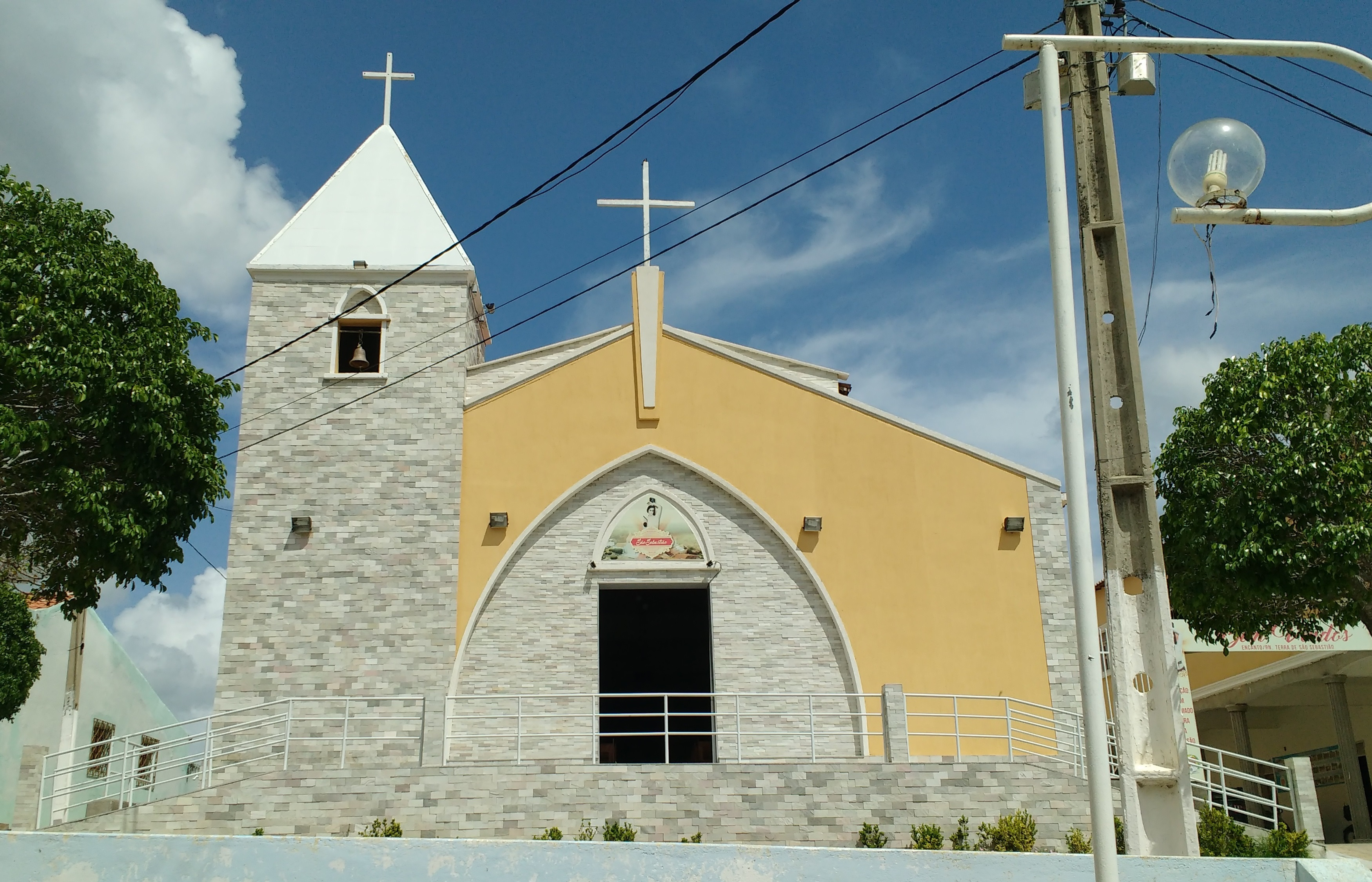
Igreja Matriz de São Sebastião, Encanto, Rio Grande do Norte

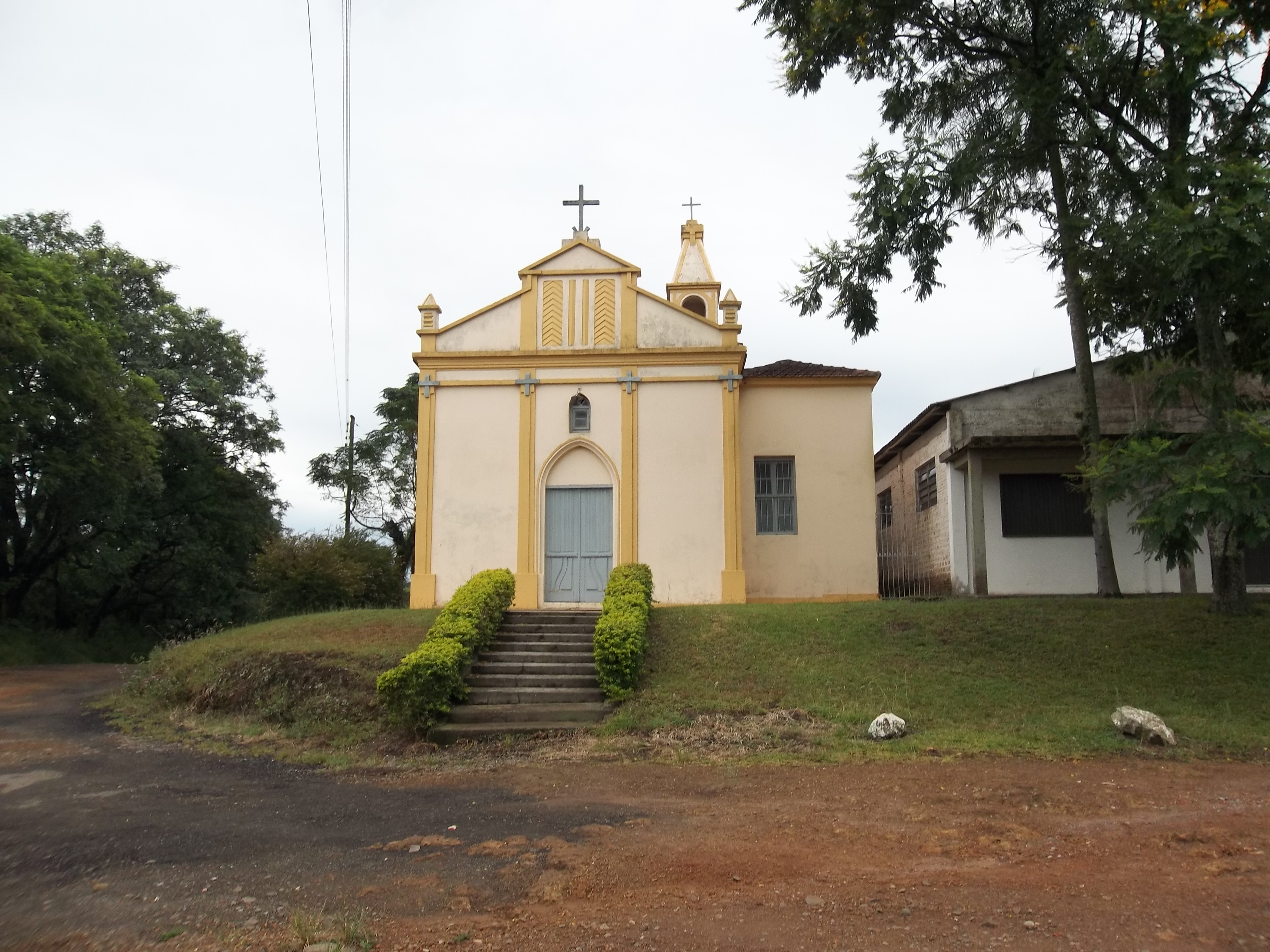
Igreja São Sebastião. Pains, Santa Maria, Rio Grande do Sul

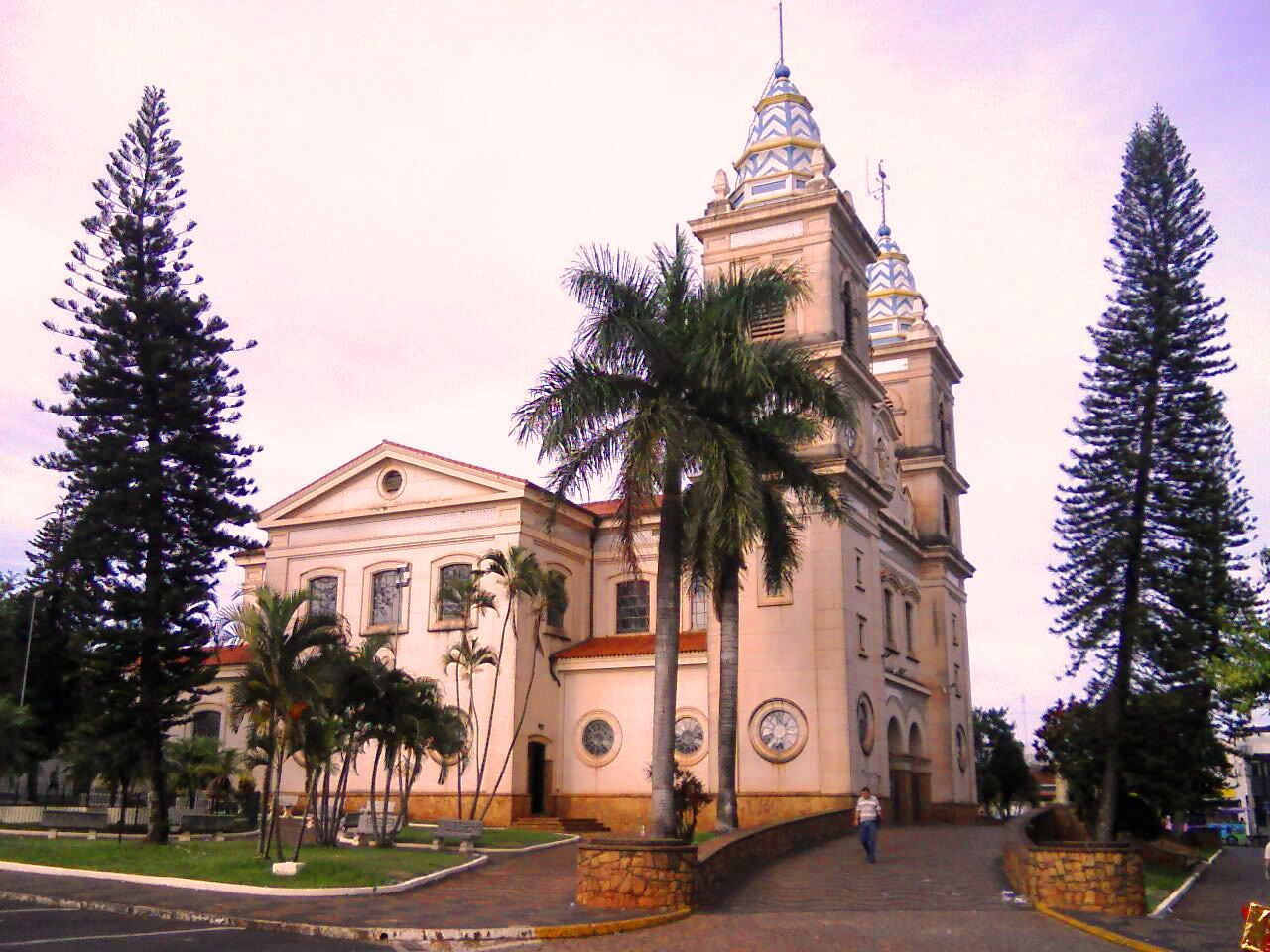
Santuário Diocesano de São Sebastião, Porto Ferreira, São Paulo

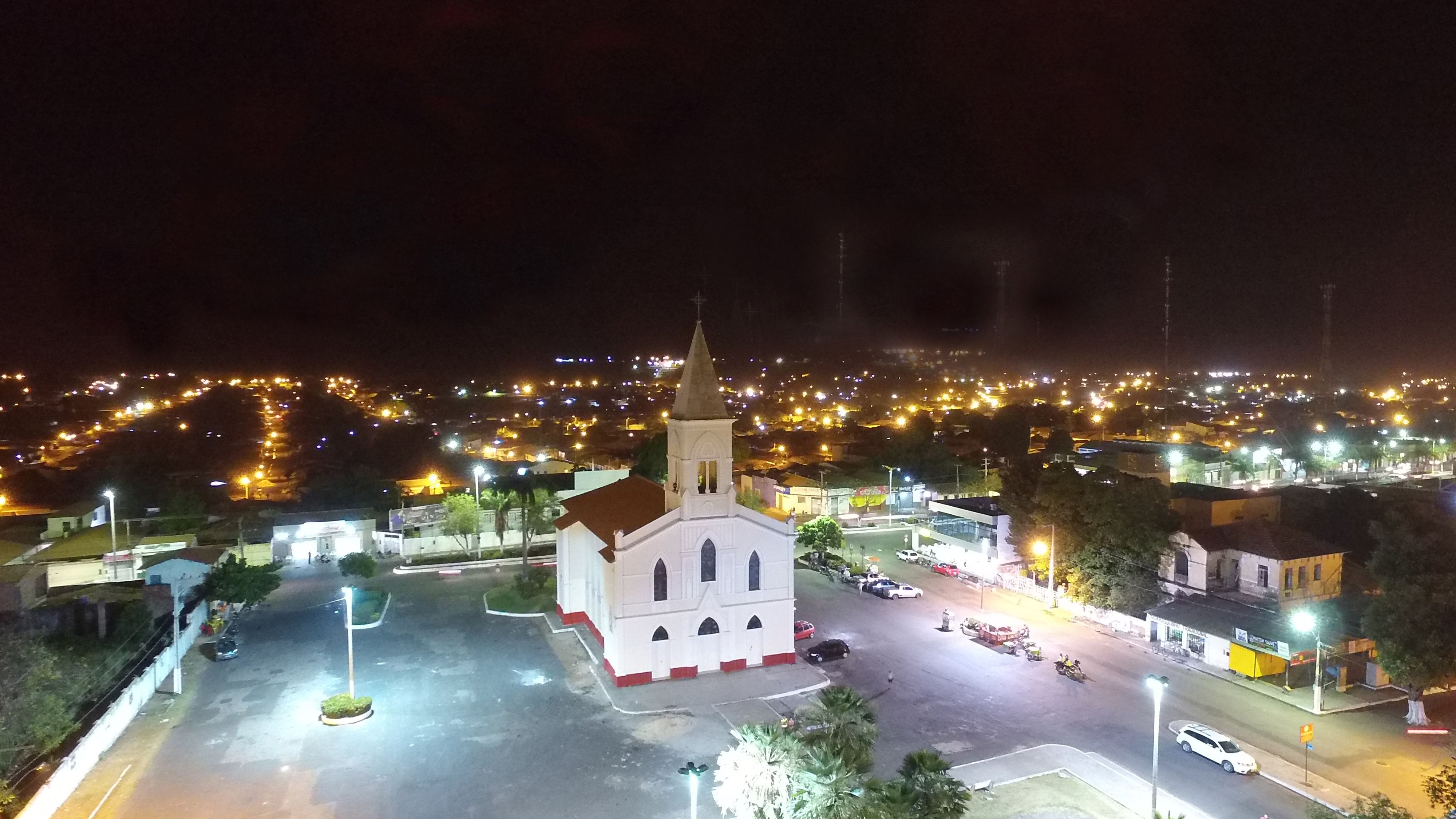
Igreja de São Sebastião, Codó, Maranhão

No Brasil, ele é celebrado com festas e feriados no dia 20 de janeiro como padroeiro de várias cidades:

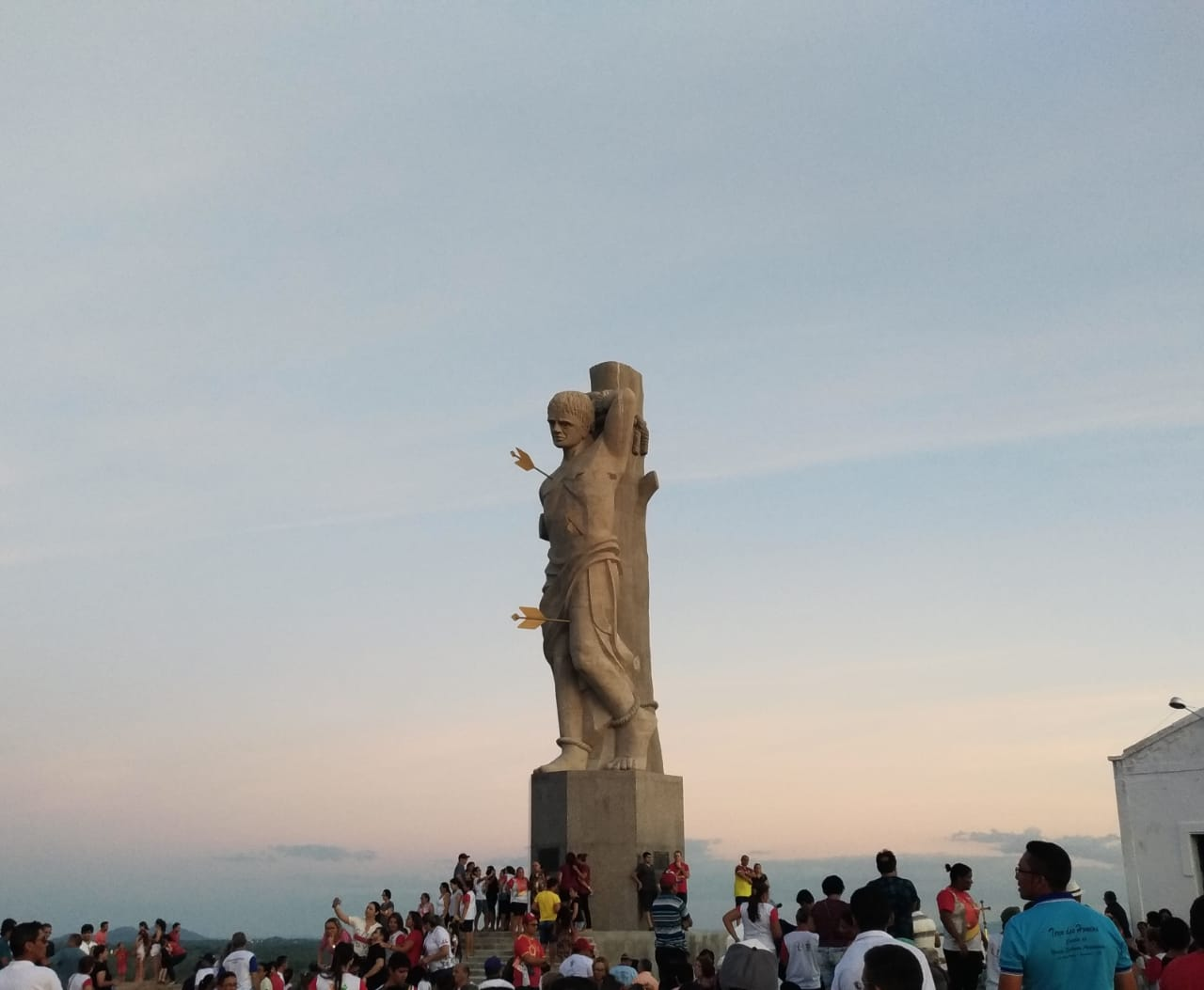
Estátua de São Sebastião, na pedra de São Sebastião, ponto turístico da cidade de Ipaumirim, onde acontece a romaria no dia 20 de janeiro desde 1919

- Acre: Epitaciolândia, Mâncio Lima, Marechal Thaumaturgo e Xapuri.
- Alagoas: Joaquim Gomes, Messias, Rio Largo, Barra de Santo Antônio, Belém, Ibateguara e Monteirópolis.
- Amazonas: Atalaia do Norte, Caapiranga e São Sebastião do Uatumã.[5]
- Bahia: São Sebastião do Passé, Cocos (Padroeiro da cidade), homenageado na cidade levando o seu nome em um hospital público, uma clínica particular e uma rua. Seabra e Vale do Capão (município de Palmeiras) onde é Padroeiro, Belo Campo, Brumado, Algodões (Distrito de Quijingue) em Caturama, Ibiassucê, Alcobaça, Caravelas, Ilhéus, Itambé, Trancoso, Caraíva, Igaporã, Paxo (Distrito de Paramirim), Cumuruxatiba, Barreiras, Maraú, Mascote, Barra do Rocha, Pau a Pique (município de Casa Nova), Porto Novo (Santana) e Una. Festa do Bumba Meu Boi América Dourada, Comunidade em Irecê e também na Comunidade de Gameleira em Barra do Mendes Chapada Velha-Diamantina.
- Ceará: Nova Olinda (Onde ocorre um dos maiores festejos da Região Metropolitana do Cariri, o hasteamento do pau da bandeira, que atrai romeiros e turistas de várias regiões), Apuiarés, Cuncas (Barro), Choró, Ipaumirim, Ipu, Mangabeira (Lavras da Mangabeira), Campo Lindo (Reriutaba), Maranguape, Icapuí (Manibú), Monsenhor Tabosa, Mulungu, José de Alencar (Iguatu), Lima Campos (Icó), Fazenda Facão, Distrito de Belém (Quixeramobim), Pedra Branca, Candeia São Sebastião (Baturité), Laranjeiras (Banabuiú), Campanário (Uruoca), Dom Quintino (Crato), Sítio Areias (Abaiara), Itapipoca (segundo padroeiro), Aquiraz (segundo padroeiro), Pasta (Solonópole), Boa Hora (Pacoti), Palestina e Cajueiro (Meruoca), Sitio Traíras - São Sebastião (Milhã), Adrianópoles (Granja).
- Distrito Federal: Planaltina.
- Espírito Santo: Itarana, Jerônimo Monteiro, Afonso Cláudio e Viana.
- Goiás: Itaberaí, Itauçu, Itaguaru, Cristalina, Rio Verde, Bonfinópolis, Palmeiras de Goiás, Palminópolis, Pires do Rio, Santa Cruz de Goiás e Rianápolis.
- Mato Grosso: Alto Garças e Dom Aquino.
- Mato Grosso do Sul: Pedro Gomes, Maracaju e Ribas do Rio Pardo.
- Maranhão: Açailândia, Bacuri, Presidente Dutra, Passagem Franca, Matinha, Carutapera, Codó, Ribamar Fiquene (Sumaúma), Vargem Grande, Capinzal do Norte, Nazaré do Bruno (Caxias) e Estreito.
- Minas Gerais: Araçaí, Areado, Belo Vale, Paraisópolis, Bom Repouso, Brasília de Minas, Espera Feliz, Inhapim, Andrelândia, Montes Claros, Alpinópolis, Carlos Chagas, Andradas, Cruzília, Carmo do Paranaíba, Coronel Fabriciano, Brumadinho, Ingaí, Leopoldina, Bom Jardim de Minas, Lagoa Dourada, Ponte Nova, São Gotardo, São Sebastião do Paraíso, Passa Quatro, Papagaios, Pedralva, Senador José Bento, Pedralva, Salto da Divisa, Dionísio, Florestal, Lassance, Nova Serrana, Olhos d'Água, Sabinópolis, Santana de Pirapama, Silvianópolis, Cambuquira, Pirapora, Canápolis, Espinosa, Joanésia, Taiobeiras, Tarumirim, Gonzaga, Raul Soares, Rodeiro, Pedra do Anta, Machacalis, Santa Cruz de Minas, São Geraldo, Monte Belo, Estrela do Indaiá, Juatuba, São Sebastião da Bela Vista, Felisburgo, Melo Viana, Volta Grande e Mateus Leme.
- Pará: Altamira, Parauapebas, Igarapé-Açu, São Caetano de Odivelas,Cachoeira do Arari e São Sebastião da Boa Vista.
- Paraíba: Lagoa de Dentro, Picuí, São Sebastião de Lagoa de Roça, São Sebastião do Umbuzeiro, Gurjão, Olivedos, São Bento e Santa Luzia, Catingueira, Condado, Nazarezinho, Pilõezinhos, Pombal, Santa Rita (Bairro da Liberdade), Patos (Bairro São Sebastião) e Piancó (Bairro Centro).
- Paraná: Paranavaí, Quatro Barras, Sengés, Jacarezinho, Andirá, Rio Branco do Sul, Munhoz de Melo, Altônia, Guaraci, Astorga, Japurá, Joaquim Távora, Sapopema, Mandaguaçu, Wenceslau Braz, São Sebastião da Amoreira, Fernandes Pinheiro e Guaraqueçaba (Ilha das Peças).
- Pernambuco: Altinho, Camaragibe (Tabatinga Bairro), Aliança, Bom Jardim, Carpina, Caruaru, Casinhas, Chã de Alegria, Chã Grande, Garrote Velho, Iguaracy, Brejinho, Paudalho, Jataúba, Limoeiro, Cabo de Santo Agostinho, Belo Jardim, Ouricuri, Lagoa de Itaenga, Canhotinho, Passira (Rua da Areia), Terra Nova, Bonito, Riacho das Almas, Surubim, Manari, Recife (Bairros do Cordeiro, Santo Amaro e Vasco da Gama), Orobó (na vila Chã do Rocha), Machados Xexéu e Garanhuns.
- Piauí: Esperantina e Parnaíba.
- Rio de Janeiro: Rio de Janeiro, Barra Mansa, Três Rios, Aperibé, Araruama, Nilópolis, Mesquita, Macabuzinho (2.º distrito de Conceição de Macabu), São Sebastião do Alto e Austin (Unidade Regional de Nova Iguaçu).
- Rio Grande do Norte: Baixa do Meio (Distrito de Guamaré), Caiçara do Rio do Vento, Caraúbas, Ceará Mirim, Encanto, Equador, Florânia, Governador Dix-Sept Rosado, Guarani (distrito de Boa Saúde) Jucurutu,Parelhas, Ruy Barbosa, São Fernando, Nova Cruz, Cajueiro (Distrito de Touros), e Zumbi (Distrito de Rio do Fogo).
- Rio Grande do Sul: Bagé, São Sebastião do Caí e Venâncio Aires.
- Roraima: Boa Vista.
- Santa Catarina: Anitápolis, Sombrio, Bom Retiro, São Ludgero e Painel.
- São Paulo: São Sebastião, Eldorado (quilombo do Ivaporunduva), Andradina, Cajamar, Braúna, Coroados, Mococa, Itupeva, Nantes, Valinhos, Ibiúna, Suzano, Guaíra, Guapiaçu, Porto Ferreira, Presidente Prudente, Pederneiras, Borborema, Ribeirão Preto, Taquaritinga, Boa Esperança do Sul, Rio Grande da Serra, Piraju, Pirajuí, Sabino, Itaju, Sebastianópolis do Sul, Pedra Bela, Tuiuti, Talhado, Catiguá, Amparo, Louveira, Bady Bassitt São Sebastião da Grama
- Sergipe: Poço Verde.
- Tocantins: Tocantínia.

### Portugal
Em Portugal, há comemorações semelhantes em Santa Maria da Feira, na Festa das Fogaceiras, ou em Freamunde nas conhecidas Festas Sebastianas (segundo Domingo de Julho). Comemora-se ainda, em várias localidades do concelho de Mirandela, entre outras, no Bairro de São Sebastião (no segundo Domingo de setembro), em Cabanelas (no dia 20 de janeiro), em Vale de Prados (no terceiro Domingo de janeiro), em Vila Boa de Quires, bem como no concelho de Santarém, em Amiais de Baixo, onde se celebram todos os anos as Festas em honra de Mártir São Sebastião. Também em Rio Tinto se festeja este Mártir na Capela que lhe é dedicada, no dia 20 de janeiro e fim de semana seguinte (com procissão nesse domingo). É Santo Padroeiro de Vale de Juncal, do mesmo concelho, cujas festividades seculares ocorriam no primeiro domingo de fevereiro de cada ano. É ainda Padroeiro da Aldeia do Peral, onde existe uma Igreja que lhe é dedicada e a festa em sua honra realiza-se no dia 20 de janeiro de cada ano. Também na aldeia de Pisões, freguesia de Pataias, concelho de Alcobaça, Portugal, existe uma capela em sua honra em cujo adro se fazem as festas, por finais de maio.
Em Freamunde as Sebastianas são as festas em honra de São Sebastião. É uma festa anual que decorre sempre no fim-de-semana do segundo Domingo de Julho. Com mais de 120 anos de história, a festa foi crescendo de importância e dimensão. São agora misto de festa sagrada e profana, com uma parte cultural e de animação muito mais marcada, sem nunca perder a raiz popular.
Em Matosinhos, é padroeiro dos pescadores e é realizada uma festa todos os anos em julho no porto de pesca, denominada de "Festa do Mártir São Sebastião". É uma festa que tem uma duração de 3 dias (sexta-feira, sábado e domingo). Começa na sexta-feira à noite com bandas de música ou artistas convidados, no sábado têm a apresentação dos ranchos folclore da parte da tarde, seguido de mais música à noite, no domingo decorre a procissão em honra ao Mártir São Sebastião e à noite existe mais animação musical terminando com o fogo de artificio. É uma festa que os pescadores tentam manter viva.
Padroeiro da Freguesia de Granja de Penedono, sendo as festividades comemoradas no primeiro fim de semana a seguir ao dia 20 de Janeiro e das Freguesias de Padroeiro de Almalaguês, concelho de Coimbra, e Chafé, concelho de Viana do Castelo, com respectivas Igrejas e festas dedicada nos dois últimos fim-de-semana de Janeiro.
Em Águeda, São Sebastião é uma figura muito popular, embora a sua história e martírio gozem de reduzidos testemunhos críticos.
No velho e tradicional Bairro da Venda Nova, encravado no centro da vila, hoje cidade, situa-se a capela do Mártir São Sebastião, cujas tradições remontam de longa data.

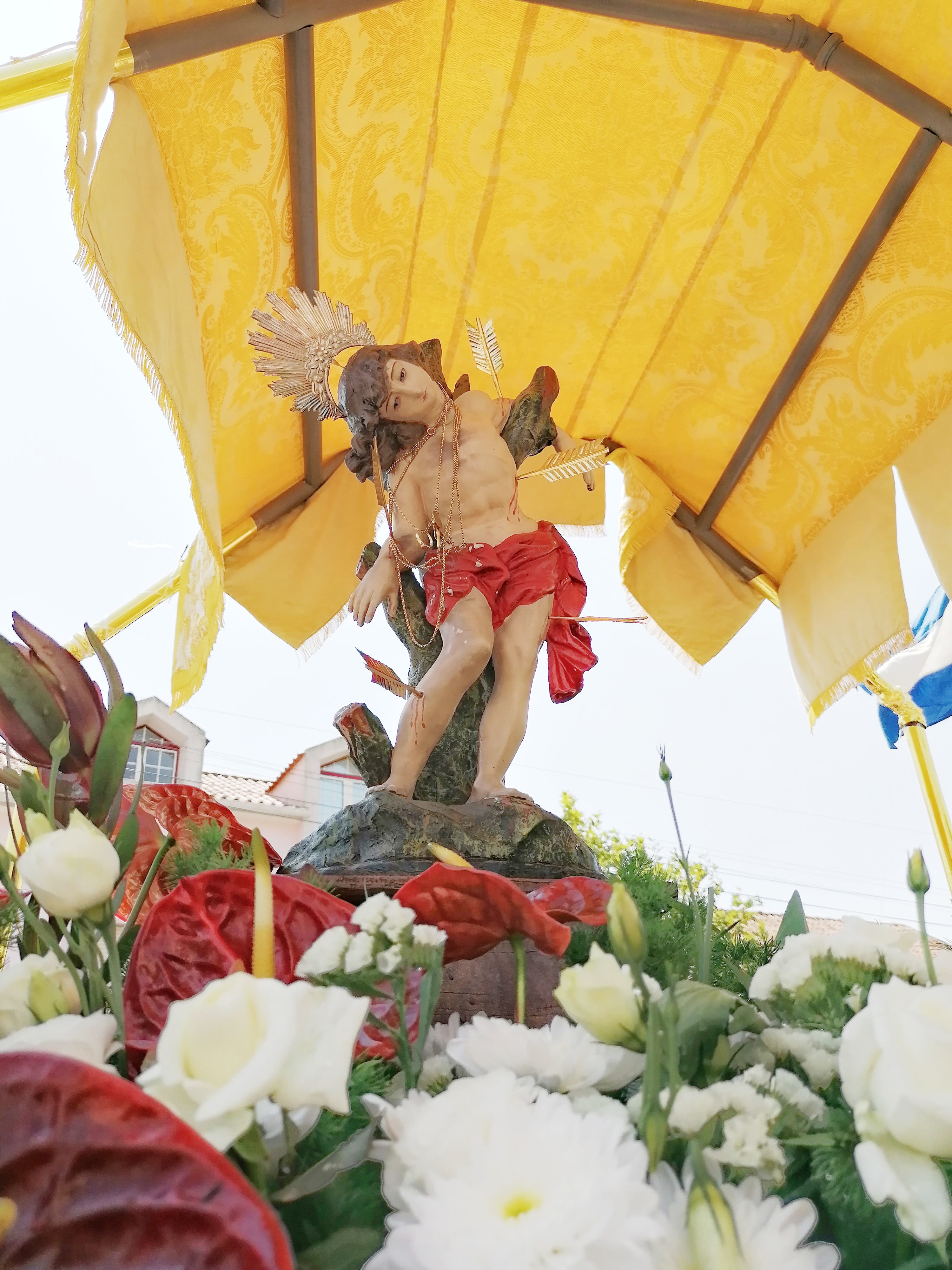
Imagem de São Sebastião venerada na Igreja do Sobreiro, aqui nos Festejos em sua honra em 2020

O povo da Venda Nova diz que o Santo é muito vingativo devido a um grupo de indivíduos que deitou a antiga capela abaixo, capela essa, que existiu no largo da Venda Nova, e que todos eles ficaram aleijados das pernas e, o que tinha levado o púlpito para sua casa, morreu num incêndio.
Na véspera da sua festa, à noite, era uso e costume o povo fazer grandes fogueiras no largo.
Toda esta tradição desapareceu, contudo comemora-se o dia 20 de janeiro com Missa na capela e mantêm-se as Festas Anuais ao Mártir S. Sebastião, que não são realizadas no mês de Janeiro, dia esse celebrado pela Igreja, mas sim num domingo no princípio do verão (normalmente no primeiro fim de semana de junho).
É também orago da Comunidade Paroquial da Póvoa, concelho de Miranda do Douro, diocese de Bragança-Miranda e da Comunidade Paroquial de Matriz na cidade de Ponta Delgada nos Açores e Patrono da mesma cidade.
Na Paróquia de Mafra celebra-se este Santo Mártir na Igreja do Sobreiro, da qual é orago, no domingo mais próximo do dia 20 de janeiro e nos Tradicionais Festejos em Honra de São Sebastião e Nossa Senhora da Saúde, que acontecem anualmente nesta terra no penúltimo fim de semana do mês de julho. Estes tradicionais festejos estão documentados há mais de 130 anos, sendo imemorial a devoção do povo desta terra a este grandioso Santo.
Em 1503 foi criada a Vila de São Sebastião (villa de San Sebastião), na ilha Terceira (Açores).

## Patrocínio

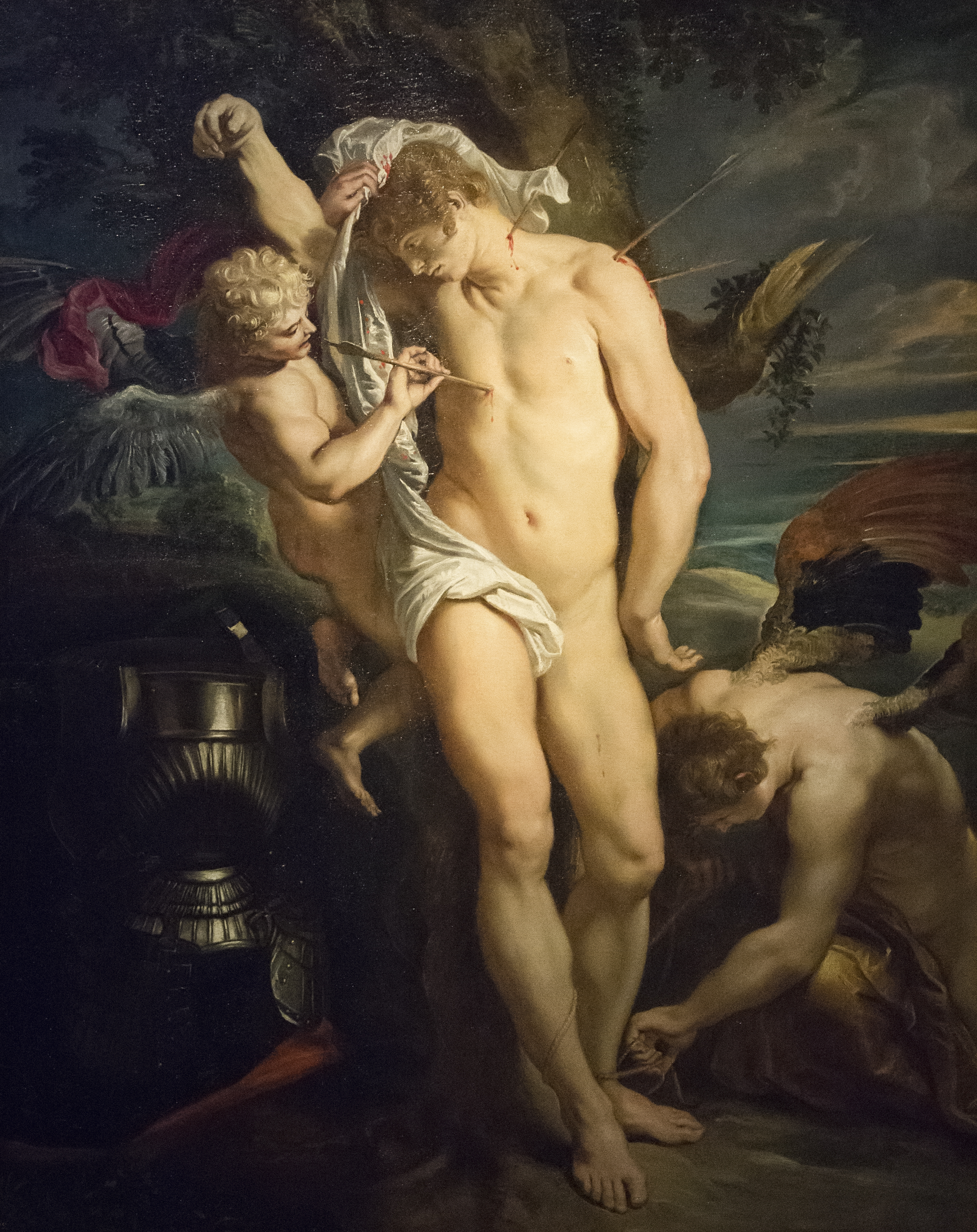
São Sebastião por Peter Paul Rubens (1604), óleo sobre tela

Na Igreja Católica Romana, a celebração de São Sebastião é memória facultativa em 20 de janeiro. Na Igreja da Grécia, o dia da festa de Sebastião é em 18 de dezembro. Como protetor da peste bubônica, Sebastião era um dos catorze santos auxiliares. No catolicismo, Sebastião é o santo padroeiro dos arqueiros, fabricantes de broches, atletas (uma associação moderna) e de uma morte sagrada.
Sebastião é um dos santos padroeiros da cidade de Qormi, em Malta, juntamente com São Jorge. São Sebastião é o santo padroeiro de Acireale, Caserta e Petilia Policastro na Itália, Melilli na Sicília e San Sebastián, bem como Palma de Maiorca, Lubrín e Huelva na Espanha. Ele é o santo padroeiro de Negombo, Sri Lanka e Rio de Janeiro, Brasil.
Em Lubrín, todos os anos, no dia 20 de janeiro, há um festival em homenagem a São Sebastião. Uma estátua de São Sebastião lidera uma procissão pela vila e as pessoas jogam pães das varandas para as multidões que seguem o santo nas ruas abaixo. Os rolos têm um buraco no meio e algumas pessoas os amarram em uma corda ao redor do corpo. Pensa-se que o festival tenha se originado no século XIV, depois que uma praga de cólera atingiu a área. Nesta época, dizia-se que os ricos jogavam pão e dinheiro para os pobres nas ruas abaixo, para evitar pegar a doença. O "festival do pão" de San Sebastião é tão incomum que foi declarado uma festa de interesse turístico nacional na Andaluzia.
Sebastião é o santo padroeiro da diocese católica romana de Bacólod, em Negros Occidental, nas Filipinas, e da cidade de Lipa, em Batangas , nas Filipinas. Além disso, São Sebastião é o santo padroeiro da cidade de Leon, no México. Uma representação do santo em seu martírio está presente no canto superior esquerdo do brasão da cidade.
São Sebastião é o patrono do Conselho dos Cavaleiros de Colombo n.º 4926 na Diocese Católica Romana de San Jose, na Califórnia, servindo as cidades de Mountain View e Los Altos. São Sebastião é o santo padroeiro dos veteranos de guerra católicos dos Estados Unidos da América. O maior prêmio concedido pela CWV é a Legião de Honra da Ordem de São Sebastião.
O rio São Sebastião recebe o nome dele. É um afluente da Indian River Lagoon e compreende parte da fronteira entre o Indian River County e o Brevard County, na Flórida. A cidade adjacente de Sebastian, Flórida, e St. Sebastian River Preserve State Park também são nomeados para São Sebastião.

## O Sincretismo nas religiões afro-brasileiras
Nas tradições afro-brasileiras, o orixá Oxóssi na Umbanda é sincretizado em algumas regiões como São Sebastião. Oxóssi é uma grande entidade das florestas e das relações entre o reino animal e vegetal. Grande caçador, comumente é representado nas florestas caçando com seu arco e flecha.